# Арутюнян, Рафик
Рафик Арутюнян (арм. Ռաֆիկ Հարությունյան; род. 17 мая 2000) — армянский тяжелоатлет, чемпион Европы 2022 года, серебряный призёр чемпионата Европы 2025 года, двукратный бронзовый призёр чемпионатов Европы 2023 и 2024 годов.

## Карьера
В 2019 году на юниорском чемпионате Европы стал вице-чемпионом в весовой категории до 89 кг с результатом 358 кг по сумме двух упражнений.
На чемпионате Европы 2022 года в Тиране, в категории до 81 кг, завоевал золотую медаль с результатом 354 кг по сумме двух упражнений.
В 2023 году, весной, на чемпионате Европы в Ереване, в категории до 81 килограммов, завоевал бронзовую медаль с результатом по сумме двух упражнений 337 килограмма. В упражнении толчок был вторым с весом 187 кг.
В Саудовской Аравии, где состоялся Чемпионат мира по тяжёлой атлетике 2023 года, армянский спортсмен в категории до 81 кг в упражнении "рывок" сумел завоевать малую бронзовую медаль (162 кг), в "толчке" ни один его подход не был зафиксирован.
В феврале 2024 года на чемпионате Европы в Софии Рафик завоевал бронзовую медаль по сумме двух упражнений с результатом 336 кг. В упражнении рывок он сталь третьим (154 кг).
На чемпионате Европы в Кишинёве, в апреле 2025 года, завоевал серебряную медаль в весовой категории до 81 кг с итоговым результатом 343 кг. В упражнении «рывок» стал серебряным призёром (158 кг). 

## Достижения
Чемпионат Европы
| Результат | Вес       | Год  | Место соревнований | Рывок | Толчок | Общий вес |
| Золото    | до 81 кг. | 2022 | Тирана, Албания    | 160,0 | 194,0  | 354,0     |
| Бронза    | до 81 кг. | 2023 | Ереван, Армения    | 150,0 | 187,0  | 337,0     |
| Бронза    | до 81 кг. | 2024 | София, Болгария    | 154,0 | 182,0  | 336,0     |
| Серебро   | до 81 кг. | 2025 | Кишинёв, Молдова   | 158,0 | 185,0  | 343,0     |